# Slag om Tunis
De Slag om Tunis werd in juni 1535 in en rond de stad Tunis uitgevochten tussen de christelijke armada onder leiding van keizer Karel V en de Ottomaanse vloot van Khair ad Din Barbarossa.

## Achtergrond
In 1533 gaf Süleyman I de opdracht aan zijn admiraal Khair ad Din om een grote oorlogsvloot te bouwen in Constantinopel. Tijdens de winter van 1533-'34 werden er in totaal 70 schepen gebouwd. De schepen waren bemand met veel slaven, waaronder 1.200 christelijke slaven. Met zijn vloot hield Barbarossa agressieve rooftochten langs de Italiaanse kusten, totdat hij de stad Tunis veroverde op de Hafsidische sultan Muley Hassan. De verdreven sultan begaf zich naar het hof van keizer Karel V in Brussel om steun te verwerven.
De keizer, bezorgd over de maritieme expansie van de Ottomanen en de Barbarijse zeerovers, trok een troepenmacht samen van 30.000 soldaten en 74 galeien. De expeditie naar Tunis werd financieel vooral mogelijk gemaakt door de oorlogsbuit die Francisco Pizarro in Peru gemaakt had. Naast de kroongebieden van Karel V namen ook andere christelijke naties aan de expeditie mee. Alleen koning Frans I van Frankrijk steunde als een van de weinig Europese vorsten deze expeditie niet. De Franse koning had twee jaar daarvoor een wapenstilstand ondertekend met de Ottomanen.

## De slag
Op 1 juni, onder bescherming van de Genueese vloot, vernietigde Karel V de vloot van Barbarossa na een succesvol beleg op de vesting La Goletta. Na de val van de vesting van Goletta viel de stad Tunis al snel. In de ruïnes van het fort vonden de christelijke soldaten kanonsballen met de Franse Fleur-de-lys erop, wat duidde op een Frans-Ottomaanse alliantie.
Na het beleg volgde een massamoord in de straten van Tunis, zo'n 30.000 inwoners stierven. Barbarossa wist nog net op tijd te vluchten met een paar duizend Turken richting Algiers. De voormalige Hafsidische sultan werd weer geïnstalleerd op de troon. Al snel verplaatste Karel V zijn kamp naar Radès vanwege de stank die vrij kwam van alle lijken.

## Nasleep
Khair ad Din wist te vluchten uit het beleg en zeilde met zijn resterende vloot vanuit Annaba naar Maó, waar hij de stad plunderde en 6.000 slaven meenam richting Algiers. In 1574 heroverden de Ottomanen Tunis.

## Galerij

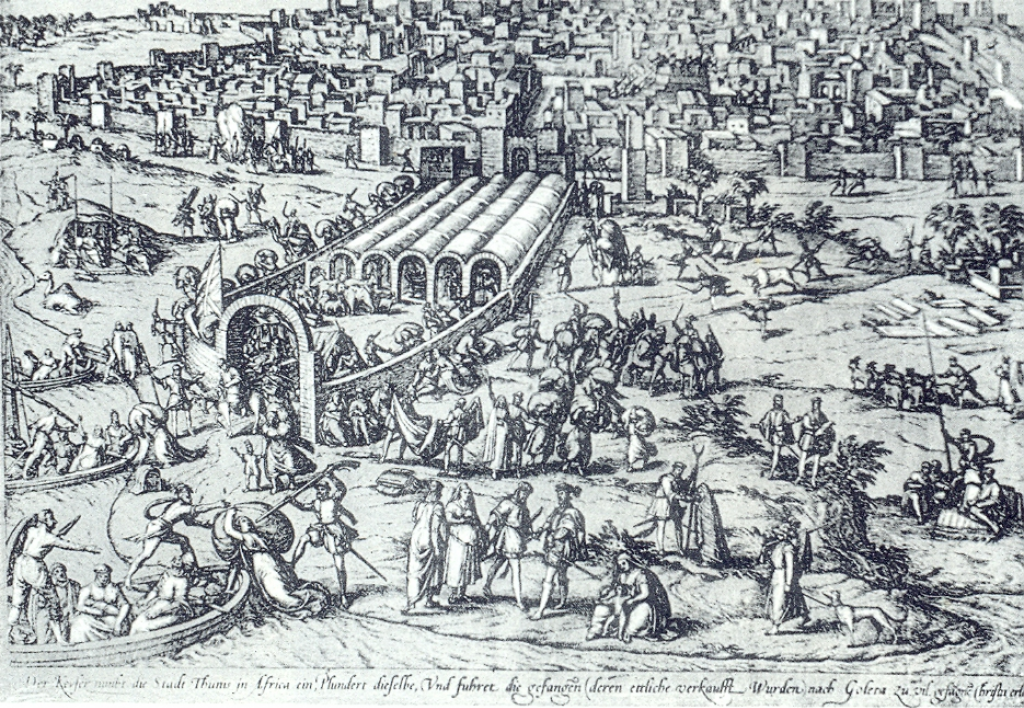
Aankomst van Karel V in Tunis.
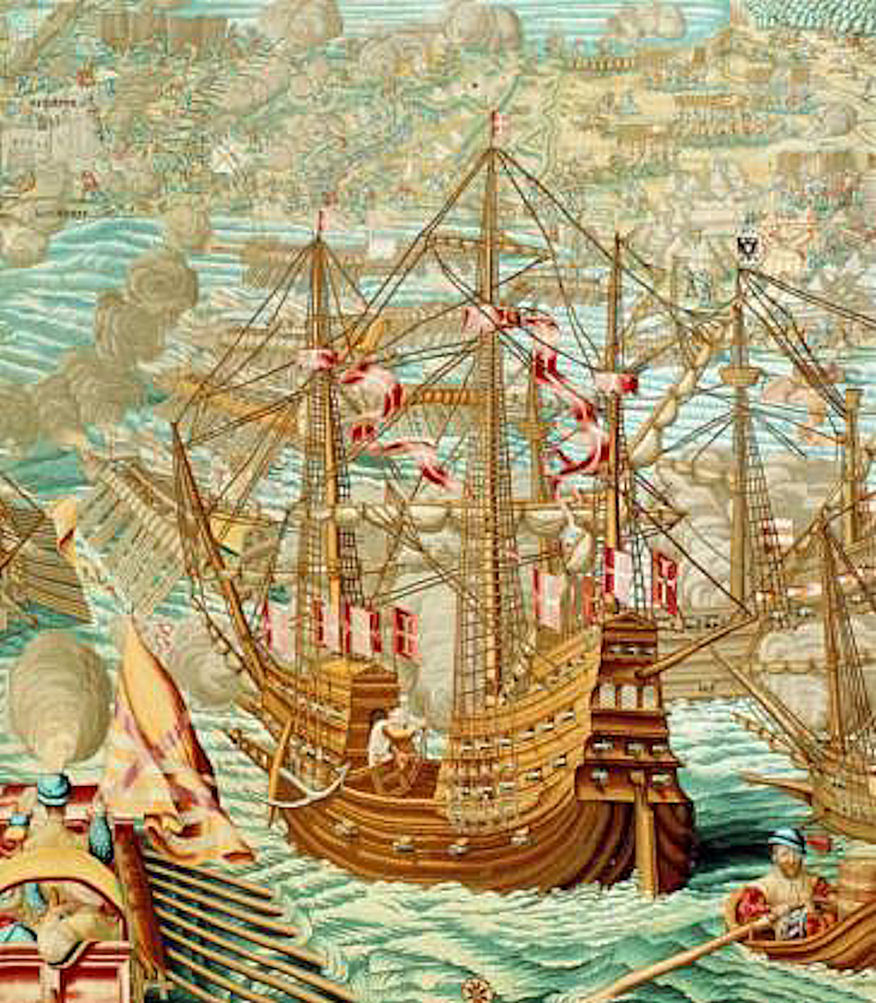
Het bombardement op La Goletta.
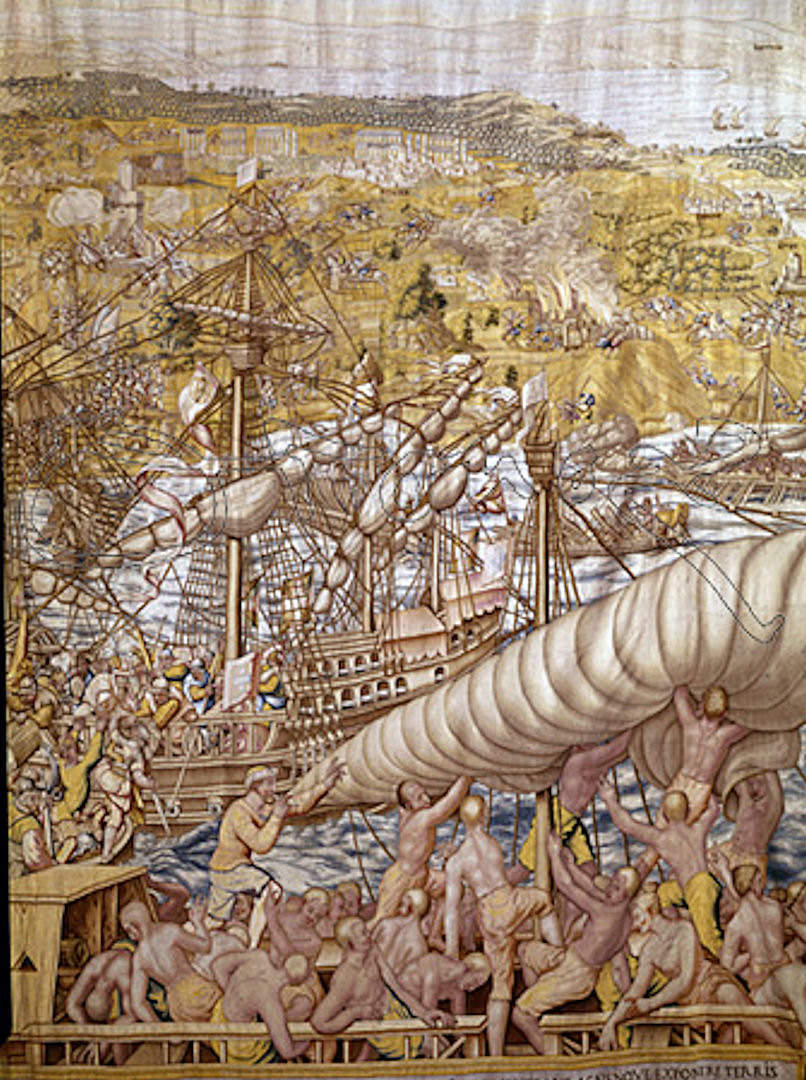
De 20.000 christelijke gevangenen worden bevrijd.
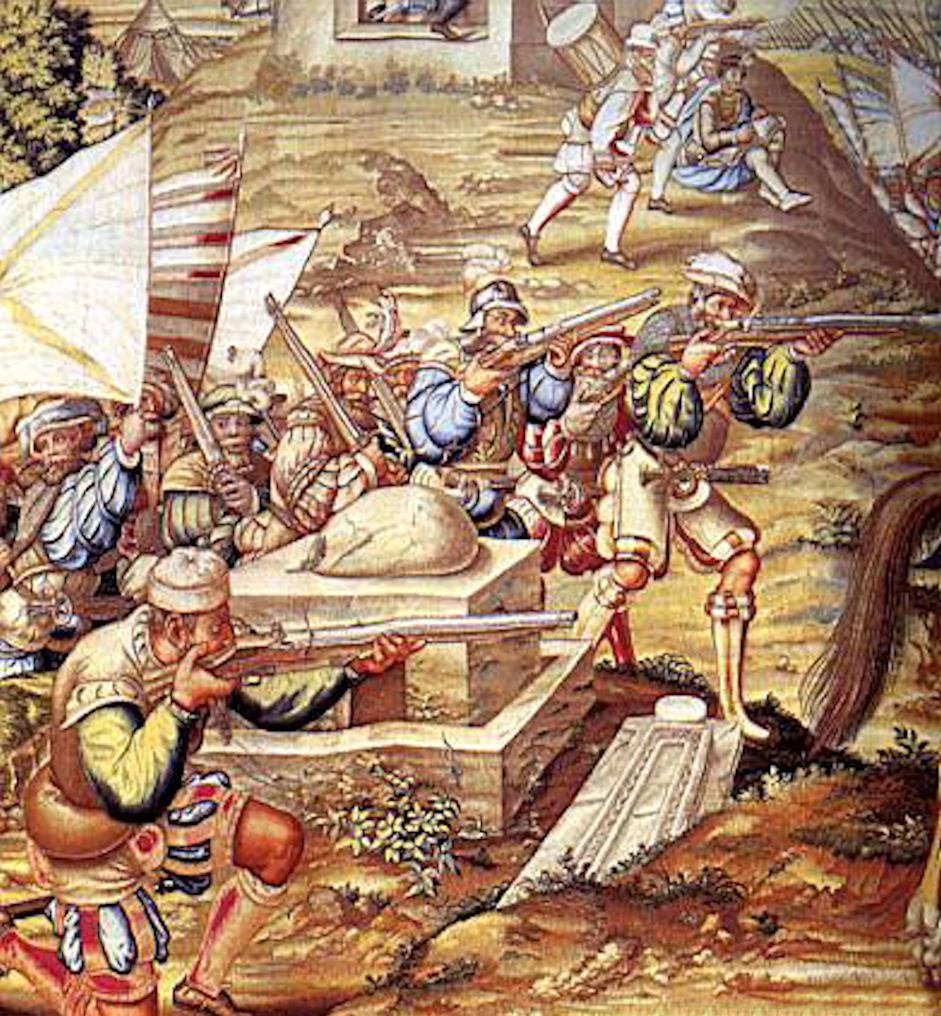
Keizerlijke troepen bij Tunis, geschilderd door Jan Cornelisz Vermeyen.
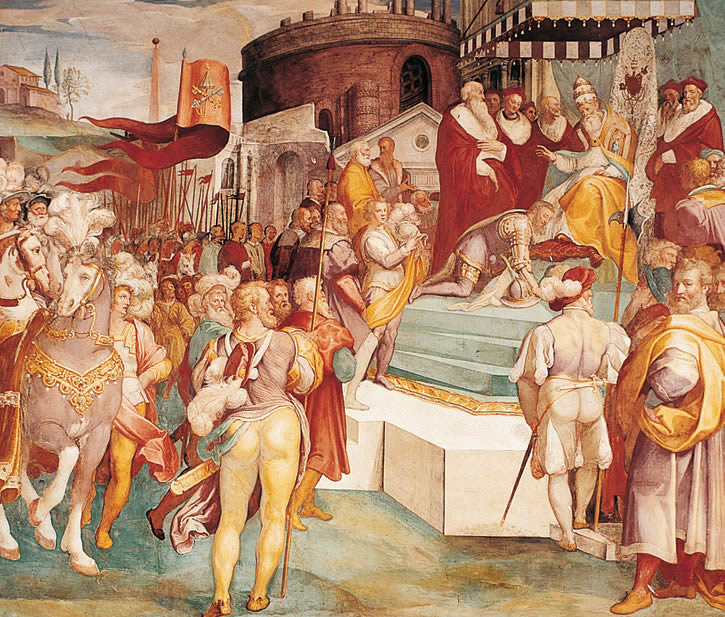
Karel V brengt Paulus III het bericht van de verovering van Tunis.